# Irischer Fußball-Supercup
Der Irische Fußball-Supercup (offiziell President's Cup) ist ein irischer Fußballwettbewerb, in dem zu Beginn einer Saison der irische Meister und der irische Pokalsieger der abgelaufenen Saison in einem einzigen Spiel aufeinandertreffen.
Der Vorläufer des Wettbewerbs war der FAI Super Cup, bei dem vier Mannschaften im K.-o.-Modus spielten.

## FAI Super Cup (1998–2000)
Der FAI Super Cup (Football Association of Ireland Super Cup) wurde zwischen 1998 und 2000 ausgetragen. Es fand statt, bevor die irische Fußballliga begann (meistens im Juli). Im Unterschied zu den meisten nationalen Supercupwettbewerben waren die irischen Europapokalteilnehmer der jeweiligen Saison startberechtigt, also neben Meister und Pokalsieger noch zwei weitere Teams.

### Die Endspiele im Überblick
| Jahr | Finale                        | Finale          | Finale                | Spiel um Platz 3 | Spiel um Platz 3 | Spiel um Platz 3 |
| Jahr | Sieger                        | Ergebnis        | Finalist              | 3. Platz         | Ergebnis         | 4. Platz         |
| ---- | ----------------------------- | --------------- | --------------------- | ---------------- | ---------------- | ---------------- |
| 1998 | Shamrock Rovers               | 2:0             | St Patrick’s Athletic | Cork City        | 1:1 (4:1 i. E.)  | Shelbourne FC    |
| 1999 | St Patrick’s Athletic         | 0:0 (3:2 i. E.) | Shelbourne FC         | Bray Wanderers   | 2:1              | Cork City        |
| 2000 | University College Dublin AFC | 2:2 (5:4 i. E.) | Bohemians Dublin      | Cork City        | 2:0              | Shelbourne FC    |

## President's Cup (ab 2014)
Seit 2014 findet der irische Supercup unter der Bezeichnung President's Cup statt. Überreicht wird die Trophäe vom irischen Präsidenten und Fußball-Fan Michael D. Higgins.

### Die Endspiele im Überblick
| Jahr | Meister               | Ergebnis        | Pokalsieger           |
| ---- | --------------------- | --------------- | --------------------- |
| 2014 | St Patrick’s Athletic | 1:0             | Sligo Rovers          |
| 2015 | Dundalk FC            | 2:1             | St Patrick’s Athletic |
| 2016 | Dundalk FC            | 0:2             | Cork City 1           |
| 2017 | Dundalk FC            | 0:3             | Cork City             |
| 2018 | Cork City             | 4:2             | Dundalk FC 1          |
| 2019 | Dundalk FC            | 2:1             | Cork City 1           |
| 2020 |                       | Abgesagt        |                       |
| 2021 | Shamrock Rovers       | 1:1 (3:4 i. E.) | Dundalk FC            |
| 2022 | Shamrock Rovers       | 2:1 (5:4 i. E.) | St Patrick’s Athletic |
| 2023 | Shamrock Rovers       | 0:2             | Derry City            |
| 2024 | Shamrock Rovers       | 3:1             | St Patrick’s Athletic |

## Rangliste der Sieger und Finalisten
| Rang | Verein                        | Titel | Jahr(e)          | FT |
| ---- | ----------------------------- | ----- | ---------------- | -- |
| 1    | Cork City                     | 3     | 2016, 2017, 2018 | 1  |
| 2    | Dundalk FC                    | 3     | 2015, 2019, 2021 | 3  |
| 3    | Shamrock Rovers               | 3     | 1998, 2022, 2024 | 2  |
| 4    | St Patrick’s Athletic         | 2     | 1999, 2014       | 4  |
| 5    | University College Dublin AFC | 1     | 2000             | /  |
|      | Derry City                    | 1     | 2023             | /  |